# Abeona Mons
Abeona Mons es una montaña que se encuentra en el planeta Venus.

## Origen del nombre
Su nombre proviene de Abéona, la diosa romana de los viajeros.

## Geografía
Se encuentra en 44,8° S y 273,1° E. Su diámetro es de unos 375 kilómetros.  Geológicamente, parece ser relativamente moderna y de origen volcánico.